# Emmy van Vrijberghe de Coningh
Emmy van Vrijberghe de Coningh (Amsterdam, 13 oktober 1947 – Zandvoort, 26 september 1992) was een Nederlands kunstenares, galeriehoudster en klederdrachtdeskundige.

## Biografie
De Coningh, telg uit het geslacht De Coningh, was een dochter van acteur Ernest Pieter Coenraad van Vrijberghe de Coningh (1898-1963) en kunstenares Ada van Geel (1920-1990). Ze was schilder en tekenaar en exposeerde verschillende malen. Daarnaast had ze begin jaren 1980 een galerie in Zandvoort, genaamd K9c Kunst. Voorts was ze bestuurslid van de Stichting Nederlandse Volksklederdrachten "Collectie Koningin Wilhelmina" en ze was medeoprichtster en penningmeester van de Nederlandse Kostuumvereniging voor Mode en Streekdracht. Ze was ook beheerder van het Cultureel Centrum in Zandvoort.
De Coningh overleed in 1992 op 44-jarige leeftijd aan een hartstilstand.